# آسیاب گرم‌آباد
بقایای آسیاب گرم آباد مربوط به سده‌های متاخر دوران‌های تاریخی پس از اسلام است و در شهرستان مرودشت، بخش مرکزی، دهستان رودبال، روستای گرمه آباد، شمال امامزاده سید علی واقع شده و این اثر در تاریخ ۳۰ بهمن ۱۳۸۶ با شمارهٔ ثبت ۲۰۸۲۴ به‌عنوان یکی از آثار ملی ایران به ثبت رسیده است.